# シリキット
シリキット（タイ語：สิริกิติ์、1932年8月12日 - ）はタイ王国の王太后。国王ラーマ9世の王妃であった。現国王・ラーマ10世の母。
駐仏陸軍大将・チャンタブリースラマート王子の娘。ラーマ9世と同じく、ラーマ5世を祖父とする。タイでは、プミポン前国王と共に国民から絶大の人気がある。

## 経歴

### 幼少期
1932年8月12日、バンコクで誕生。4歳になった1936年、クイーンズスクールの幼稚園に通った。当時、タイの政治情勢は立憲革命によって立憲君主制への移行を終えていた。しかし、世界情勢の激変に伴い、バンコクは何度か空襲を受けた。このためシリキットは聖フランシスコ・ザビエル修道院学校に転校し、そこでピアノレッスンを始めた。第二次世界大戦後の1946年、父親の都合でイギリスに移住し、シリキットは13歳でグレード3を卒業した。留学中のシリキットは英語とフランス語を学び、教師とのピアノレッスンも続けてきた。まもなく、父親は公務でフランスに移住し、パリにある有名な音楽学校でシリキットの勉強を続けようとしていた。

### タイ王妃へ
フランス留学中のシリキットは、学業のために滞在していたプミポン国王と出会う。音楽と芸術に興味があった国王の頼みでピアノ演奏を行った。
1949年7月19日、プミポン国王との婚約が発表され、1950年に結婚。モムラーチャウォン・シリキット・キティヤーコーン (มรว. สิริกิติ์ กิติยากร) が以前の正式名称であったが、1954年プーミポン王が仏教界に出家して一時的に公務を除いたので摂政となり、ソムデットプラナーンチャーオ・シリキット・プラボロムラーチニーナート ( สมเด็จพระนางเจ้า สิริกิติ์ พระบรมราชินีนาถ) が正式名称となった。今でもその呼称が正式名称として使われている。
なお一部日本語メディアに使われる「シリキ」という表記は原語の สิริกิติ์ の ติ์ の文字に無音化記号が使われているためであるが、この場合は発音するので「シリキット」の表記が正しい。
〈歴代の呼称〉
- シリキット・キティヤコーン
(1932年8月12日〜1950年4月28日)
- シリキット妃
(1950年4月28日〜1950年5月5日)
- シリキット王妃
(1950年5月5日〜1956年12月5日)
- シリキット(摂政)王妃
(1956年12月5日〜2016年10月13日)
- シリキット王太后
(2016年10月13日〜現在)

1954年以来タイ赤十字の総裁も務める。
プミポン国王がよく行われていた地方視察にも 積極的に足を運び、いつも笑顔で気安く振る舞う王妃の姿には、国民からの人気は、高かった。
誕生日である8月12日は国内で祝日に指定されており、また、タイにおける「母の日」でもある。
日本とも関係が深く、1963年5月にプミポン国王と共に日本を公式訪問した。この訪問とは別に、1981年5月と1993年4月、1997年9月に日本を非公式訪問している。

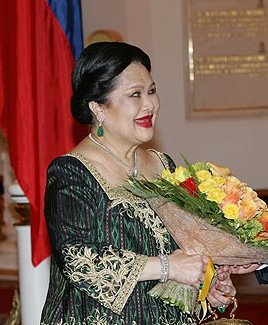
ロシア訪問において（2007年）

また、2011年の東日本大地震のときには国王とともに2600万円の寄付をした。王妃の孫にあたるプム・ジェンセンは、2004年のスマトラ島沖地震で亡くなっており、その際、日本が復興支援に力を尽くした恩返しという意味合いのもとで寄付した。
以下の記念紙幣で肖像が使用されている。
- 1992年 - 1000バーツ（生誕60周年）
- 2000年 - 50バーツ・50万バーツ（結婚50周年）
- 2004年 - 100バーツ（生誕72周年）
- 2012年 - 80バーツ（生誕80周年）
- 2016年 - 500バーツ(生誕84周年)

### 王妃の健康状態について
近年は入院状態が続いており、国民の前に姿を見せる事はほとんどない。
2012年7月21日の朝、王妃が宮殿内で散歩していたところ、急に目まいがしたため、精密検査を受けた。診断結果は、脳の血流不全で、意識はしっかりしており言語障害もなかったが、しばらくの間は大事をとって静養すると発表された。3週間後の王妃80歳の誕生日式典には欠席し、同年12月5日のプミポン国王85才の誕生日式典も欠席した。2013年8月1日、プミポン国王と共に退院し、 国民からは喜びの声で祝福された。
2014年3月には左目の白内障の手術を受けた。
2015年5月からバンコクのタイ国立シリラート病院に入院した。その後プミポン国王と共に退院した際、王妃が通る道は人で埋め尽くされた。久しぶりに国民に姿を見せた。
2016年4月16日、熊本地震が起きた際、国王と王妃は天皇宛てに「陛下と日本の人々に心からお悔やみを申し上げたい」と記した書簡を送った。
2016年7月、王妃は肺炎と血液感染でバンコクの国立チュラロンコン病院に搬送され、治療を受けた。
2016年10月13日、プミポン国王が死去。明仁天皇はプミポン国王崩御に際して、シリキット王妃とタイ政府に弔電を送った。
2016年11月29日、王室当局は肺炎で入院していた王妃が退院し、宮殿に戻ったと発表された。
2017年3月、明仁天皇はベトナム訪問の帰途、タイに立ち寄り、プミポン国王の遺体安置所を訪問した。このとき、シリキット王妃とは、対面していない。
85歳の誕生日を迎えた2017年8月12日に公開された写真には、白髪になった現在の王妃の姿が写っていた。
2017年10月26日から行われたプミポン国王の葬儀には出席していない。

## 子女
ラーマ9世国王との間に1男3女の4人の子女がいる。
| 続柄                    | 名前 | 名前               | 生年月日      | 没年月日       | 備考 |
| ----------------------- | ---- | ------------------ | ------------- | -------------- | --- |
| 第1王女 （第1子・長女） |      | ウボンラット       | 1951年4月5日  | 存命中（73歳） | 1972年にピーター・ラッド・ジェンセンと結婚。1998年に離婚。 子女：1男2女（3人） |
| 第1王子 （第2子・長男） |      | ワチラーロンコーン | 1952年7月28日 | 存命中（72歳） | チャクリー王朝第10代国王『ラーマ10世』 1977年にソームサワリーと結婚。1991年に離婚。 1994年にスチャーリニーと再婚。1996年に離婚。 2001年にシーラットと再婚。2014年に離婚。 2019年にスティダーと再婚。 子女：5男2女（7人） |
| 第2王女 （第3子・次女） |      | シリントーン       | 1955年4月2日  | 存命中（69歳） | テープラッタナラーチャスダー公 子女：無し |
| 第3王女 （第4子・三女） |      | チュラポーン       | 1957年7月4日  | 存命中（67歳） | スリーサワーンカワット公 1982年にウィーラュット・ディットヤサリンと結婚。1994年に離婚。 子女：2女（2人） |